# Neuvy-Pailloux
Neuvy-Pailloux település Franciaországban, Indre megyében. Lakosainak száma 1161 fő (2022. január 1.). Neuvy-Pailloux La Champenoise, Diors, Montierchaume, Saint-Aoustrille, Sainte-Fauste, Saint-Valentin és Thizay községekkel határos.

## Népesség
A település népességének változása:
| Lakosok száma | 1185 | 1419 | 1250 | 1296 | 1269 | 1223 | 1196 | 1174 | 1167 | 1161 |
|               | 1968 | 1982 | 1990 | 2006 | 2013 | 2015 | 2017 | 2019 | 2020 | 2022 |